# ОШ „Миодраг Миловановић Луне” Каран
ОШ „Миодраг Миловановић Луне” Каран, у насељеном месту на територији града Ужица, матична је школа у чијем саставу су још издвојена одељења у Рибашевини, Трнави и у Луновом Селу.
Школске зграде у Карану и Рибашевини су идентичне, саграђене 1971. године, док су зграде у Трнави и Луновом Селу старије.
Историја школства у овом крају, везана је за једини преживели средњовековни споменик у ужичком крају, каранску Белу цркву, која је представљала просветни центар. Први учитељ у Каран долази 1836. године, а школа непрекидно ради од 1868. године.